# بروس قادر مطلق
بروس قادر مطلق (به انگلیسی: Bruce Almighty) فیلمی کمدی به کارگردانی تام شادیاک است که در سال ۲۰۰۳ ساخته شده و جیم کری بازیگر نقش اول آن است در این فیلم بازیگرانی همچون جیم کری، مورگان فریمن، جنیفر آنیستون، لیزا ان والتر، فیلیپ بیکر هال ، استیو کرل و کاترین بل ایفای نقش کرده‌اند. این فیلم با نقدهای متفاوتی از سوی منتقدان مواجه شد.

## انتشار
کشور مصر پخش این فیلم را به دلیل "محتوای غیر یکتا پرستانه" آن ممنوع اعلام کرد.

## پخش
در اواسط فیلم هنگامی که جیم کری تلویزیون را روشن می کند ، مردی که در تلویزیون ظاهر می شود در واقع جان مورفی ، مدیر واقعی ورزشی شبکه تلویزیونی WKBW-TV در بوفالو است.
همچنین در فیلم مشاهده می کنیم بروس از یک ماشین کلاسیک دهه هفتاد استفاده میکند که در واقع یک خودروی داتسون z282 محصول سال 1975 است.